# Shawn Mendes: The Tour
Shawn Mendes: The Tour foi a terceira turnê mundial do cantor e compositor canadense Shawn Mendes, em apoio ao seu autointitulado terceiro álbum de estúdio Shawn Mendes (2018). A turnê começou em Amsterdã na Ziggo Dome, no dia 7 de março de 2019, e seu fim ocorreu em o dia 21 de dezembro de 2019, no México, no Palacio de los Deportes. A turnê passou, respectivamente, pela Europa, América do Norte (Estados Unidos e Canadá), Ásia, Oceania e América Latina, e contou com a cantora canadense Alessia Cara como show de abertura para a Europa e a América do Norte (Estados Unidos e Canadá), com o duo country americano Dan+Shay para abrir os shows na Austrália, com exceção da cidade de Brisbane, que contou com o cantor pop australiano Ruel como show de abertura, igualmente na cidade de Auckland, na Nova Zelândia. A América Latina contou com variados artistas como abertura. No Brasil, o responsável pelo show de abertura foi o grupo brasileiro Lagum.

## Setlist
A seguinte setlist, retirada do primeiro show da turnê, em Amsterdã, no dia 7 de março de 2019, conta com 21 músicas: 11 do mais recente álbum do cantor, Shawn Mendes (2018); 5 de seu segundo álbum, Illuminate (2016); 4 de seu álbum de estreia, Handwritten (2015) e 1 cover da música Fix You da banda britânica Coldplay. Esta setlist não representa o repertório em todos os concertos da turnê.
Após "Never Be Alone", Mendes seguia para o Palco B, um pequeno palco redondo localizado no meio do público, onde apresentava algumas músicas. Após "Ruin", Mendes retornava ao palco principal, onde permanecia até o fim do concerto.
1. "Lost In Japan"
2. "There’s Nothing Holdin’ Me Back"
3. "Nervous"
4. "Stitches"
5. "I Know What You Did Last Summer" / 'Mutual"
6. "Bad Reputation"
7. "Never Be Alone"
8. "Life Of The Party"
9. "When You’re Ready"
10. "Like To Be You"
11. "Ruin"
12. "Treat You Better"
13. "Particular Taste"
14. "Where Were You In The Morning"
15. "Fallin’ All In You"
16. "Youth"
17. "Why"
18. "Mercy"
19. "Fix You"(Coldplay Cover) / "In My Blood"

Notas
- A partir do show em Barcelona, no dia 26 de março, “A Little Too Much” e “Because I Had You”, respectivamente inclusas nos álbuns Handwritten(2015) e Shawn Mendes(2018), foram adicionadas à setlist e performadas como um medley, junto de “When You’re Ready”.
- No terceiro show em Londres, no dia 19 de abril, Mendes não cantou “Ruin” e “Mercy”, canções que exigem mais de sua voz, devido a problemas vocais.
- A partir do show em Portland, no dia 12 de junho, “I Wanna Dance With Somebody” (cover de Whitney Houston) e “Patience”, presente no álbum Illuminate(2016), foram adicionadas à setlist oficial, acrescentadas ao medley já existente de “Because I Had You”, “A Little Too Much” e “When You’re Ready”. “If I Can’t Have You”, single lançado após o fim da parte europeia da turnê, também foi adicionado à setlist oficial a partir do mesmo show.
- Ainda no show em Portland, Shawn cantou “Don’t Be A Fool”, presente em seu segundo álbum, Illuminate(2016), devido a problemas técnicos. Ele a cantou enquanto aguardava a resolução de tais problemas.
- A partir do show em St. Paul, no dia 21 de junho, “Señorita”, parceria de Shawn com Camila Cabello lançada no mesmo dia do show, foi adicionada à setlist oficial como parte do mashup já existente de “I Know What You Did Last Summer” e “Mutual”.
- No show em Toronto, no dia 6 de setembro, Mendes performou "Senõrita" com Camila Cabello.
- No terceiro show em Melbourne, no dia 31 de outubro, Shawn apresentou “Jessie’s Girl” de Rick Springfield, substituindo “Fallin’ All In You”.
- No segundo show em Sydney, no da 3 de novembro, Mendes não performou "Fallin' All In You".

## Datas
A turnê está dividida em 5 partes, são elas: Europa, América do Norte, Ásia, Oceania e América Latina, respectivamente.
| Data                   | Cidade           | País           | Local                                  | Ato de abertura   | Público                        | Receita      |
| ---------------------- | ---------------- | -------------- | -------------------------------------- | ----------------- | ------------------------------ | ------------ |
| Europa                 |                  |                |                                        |                   |                                |              |
| 7 de março de 2019     | Amsterdã         | Países Baixos  | Ziggo Dome                             | Alessia Cara      | 24.089 / 24.089                | US$1.551.804 |
| 8 de março de 2019     | Amsterdã         | Países Baixos  | Ziggo Dome                             | Alessia Cara      | 24.089 / 24.089                | US$1.551.804 |
| 10 de março de 2019    | Antuérpia        | Bélgica        | Antwerp Sportpaleis                    | Alessia Cara      | 15.879 / 15.879                | US$1.017.923 |
| 11 de março de 2019    | Berlim           | Alemanha       | Mercedes-Benz Arena                    | Alessia Cara      | 11.892 / 11.892                | US$831.070   |
| 13 de março de 2019    | Oslo             | Noruega        | Oslo Specktrum                         | Alessia Cara      | 6.683 / 6.683                  | US$510.895   |
| 15 de março de 2019    | Estocolmo        | Suécia         | Ericsson Globe                         | Alessia Cara      | 12.174 / 12.174                | US$712.062   |
| 16 de março de 2019    | Copenhage        | Dinamarca      | Royal Arena                            | Alessia Cara      | 13.297 / 13.297                | US$1.194.461 |
| 18 de março de 2019    | Colônia          | Alemanha       | Lanxess Arena                          | Alessia Cara      | 14.431 / 14.431                | US$834.946   |
| 19 de março de 2019    | Paris            | França         | AccorHotels Arena                      | Alessia Cara      | 12.733 / 12.733                | US$874.099   |
| 21 de março de 2019    | Munique          | Alemanha       | Olympiahalle                           | Alessia Cara      | 11.257 / 11.257                | US$790.944   |
| 23 de março de 2019    | Bolonha          | Itália         | Unipol Arena                           | Alessia Cara      | 8.993 / 8.993                  | US$682.237   |
| 24 de março de 2019    | Turim            | Itália         | Pala Alpitour                          | Alessia Cara      | 10.000 / 10.000                | US$675.695   |
| 26 de março de 2019    | Barcelona        | Espanha        | Palau Sant Jordi                       | Alessia Cara      | 15.845 / 15.845                | US$914.678   |
| 28 de março de 2019    | Lisboa           | Portugal       | Altice Arena                           | Alessia Cara      | 12.766 / 12.766                | US$686.953   |
| 30 de março de 2019    | Montpellier      | França         | Sud de France Arena                    | Alessia Cara      | 8.146 / 8.146                  | US$521.643   |
| 31 de março de 2019    | Zurique          | Suíça          | Hallenstadion                          | Alessia Cara      | 10.795 / 10.795                | US$925.527   |
| 2 de abril de 2019     | Cracóvia         | Polônia        | Tauron Arena                           | Alessia Cara      | 13.895 / 13.895                | US$944.257   |
| 3 de abril de 2019     | Viena            | Áustria        | Wiener Stadthalle                      | Alessia Cara      | 10.445 / 10.445                | US$636.858   |
| 6 de abril de 2019     | Glasgow          | Reino Unido    | The SSE Hydro                          | Alessia Cara      | 11.041 / 11.041                | US$747.198   |
| 7 de abril de 2019     | Manchester       | Reino Unido    | Manchester Arena                       | Alessia Cara      | 14.783 / 14.783                | US$966.680   |
| 9 de abril de 2019     | Birmingham       | Reino Unido    | Arena Birmingham                       | Alessia Cara      | 12.614 / 12.614                | US$818.790   |
| 10 de abril de 2019    | Leeds            | Reino Unido    | First Direct Arena                     | Alessia Cara      | 10.610 / 10.610                | US$697.433   |
| 13 de abril de 2019    | Dublin           | Irlanda        | 3Arena                                 | Alessia Cara      | 16.877 / 16.877                | US$1.744.767 |
| 14 de abril de 2019    | Dublin           | Irlanda        | 3Arena                                 | Alessia Cara      | 16.877 / 16.877                | US$1.744.767 |
| 16 de abril de 2019    | Londres          | Reino Unido    | The O2 Arena                           | Alessia Cara      | 49.386 / 49386                 | US$3.275.562 |
| 17 de abril de 2019    | Londres          | Reino Unido    | The O2 Arena                           | Alessia Cara      | 49.386 / 49386                 | US$3.275.562 |
| 19 de abril de 2019    | Londres          | Reino Unido    | The O2 Arena                           | Alessia Cara      | 49.386 / 49386                 | US$3.275.562 |
| América do Norte       |                  |                |                                        |                   |                                |              |
| 12 de junho de 2019    | Portland         | Estados Unidos | Moda Center                            | Alessia Cara      | 12.527 / 12.527                | US$957.614   |
| 14 de junho de 2019    | Vancouver        | Canadá         | Rogers Centre                          | Alessia Cara      | 13.788 / 13.788                | US$1.025.320 |
| 16 de junho de 2019    | Edmonton         | Canadá         | Rogers Place                           | Alessia Cara      | 13.734 / 13.734                | US$1.033.430 |
| 17 de junho de 2019    | Saskatoon        | Canadá         | SaskTel Centre                         | Alessia Cara      | 11.878 / 11.878                | US$889.481   |
| 19 de junho de 2019    | Winnipeg         | Canadá         | Bell MTS Place                         | Alessia Cara      | 10.681 / 10.681                | US$976.945   |
| 21 de junho de 2019    | St. Paul         | Estados Unidos | Xcel Energy Center                     | Alessia Cara      | 13.891 / 13.891                | US$1.098.103 |
| 22 de junho de 2019    | Des Moines       | Estados Unidos | Wells Fargo Arena                      | Alessia Cara      | 12.176 / 12.176                | US$677.199   |
| 24 de junho de 2019    | Grand Rapids     | Estados Unidos | Van Andel Arena                        | Alessia Cara      | 10.328 / 10.328                | US$738.728   |
| 25 de junho de 2019    | Milwaukee        | Estados Unidos | Fiserv Forum                           | Alessia Cara      | 10.512 / 10.512                | US$667.818   |
| 27 de junho de 2019    | Chicago          | Estados Unidos | Allstate Arena                         | Alessia Cara      | 25.445 / 25.445                | US$1.804.336 |
| 28 de junho de 2019    | Chicago          | Estados Unidos | Allstate Arena                         | Alessia Cara      | 25.445 / 25.445                | US$1.804.336 |
| 30 de junho de 2019    | St. Louis        | Estados Unidos | Enterprise Center                      | Alessia Cara      | 12.868 / 12.868                | US$818.495   |
| 2 de julho de 2019     | Denver           | Estados Unidos | Pepsi Center                           | Alessia Cara      | 12.260 / 12.260                | US$817.707   |
| 5 de julho de 2019     | Los Angeles      | Estados Unidos | Staples Center                         | Alessia Cara      | 26.517 / 26.517                | US$2.038.588 |
| 6 de julho de 2019     | Los Angeles      | Estados Unidos | Staples Center                         | Alessia Cara      | 26.517 / 26.517                | US$2.038.588 |
| 8 de julho de 2019     | San Diego        | Estados Unidos | Pechanga Arena                         | Alessia Cara      | 10.469 / 10.469                | US$766.271   |
| 9 de julho de 2019     | Glendale         | Estados Unidos | Gila River Arena                       | Alessia Cara      | 13.082 / 13.082                | US$980.179   |
| 11 de julho de 2019    | Sacramento       | Estados Unidos | Golden 1 Center                        | Alessia Cara      | 12.369 / 12.369                | US$944.306   |
| 13 de julho de 2019    | Oakland          | Estados Unidos | Oracle Arena                           | Alessia Cara      | 25.953 / 25.953                | US$1.848.134 |
| 14 de julho de 2019    | Oakland          | Estados Unidos | Oracle Arena                           | Alessia Cara      | 25.953 / 25.953                | US$1.848.134 |
| 16 de julho de 2019    | Salt Lake City   | Estados Unidos | Vivint Smart Home Arena                | Alessia Cara      | 10.918 / 10.918                | US$817.950   |
| 19 de julho de 2019    | Kansas City      | Estados Unidos | Sprint Center                          | Alessia Cara      | 12.596 / 12.596                | US$861.972   |
| 20 de julho de 2019    | Tulsa            | Estados Unidos | BOK Center                             | Alessia Cara      | 11.767 / 11.767                | US$806.154   |
| 22 de julho de 2019    | Dallas           | Estados Unidos | American Airlines Center               | Alessia Cara      | 13.193 / 13.193                | US$982.510   |
| 23 de julho de 2019    | San Antonio      | Estados Unidos | AT&T Center                            | Alessia Cara      | 13.227 / 13.227                | US$957.049   |
| 25 de julho de 2019    | Houston          | Estados Unidos | Toyota Center                          | Alessia Cara      | 11.758 / 11.758                | US$869.326   |
| 27 de julho de 2019    | Tampa            | Estados Unidos | Amalie Arena                           | Alessia Cara      | 13.101 / 13.101                | US$939.458   |
| 28 de julho de 2019    | Miami            | Estados Unidos | American Airlines Arena                | Alessia Cara      | 13.393 / 13.393                | US$1.009.350 |
| 30 de julho de 2019    | Orlando          | Estados Unidos | Amway Center                           | Alessia Cara      | 13.105 / 13.105                | US$971.112   |
| 31 de julho de 2019    | Atlanta          | Estados Unidos | State Farm Arena                       | Alessia Cara      | 11.312 / 11.312                | US$838.898   |
| 2 de agosto de 2019    | Nashville        | Estados Unidos | Bridgestone Arena                      | Alessia Cara      | 13.839 / 13.839                | US$1.026.276 |
| 3 de agosto de 2019    | Louisville       | Estados Unidos | KFC Yum! Center                        | Alessia Cara      | 15.040 / 15.040                | US$954.396   |
| 5 de agosto de 2019    | Detroit          | Estados Unidos | Little Caesars Arena                   | Alessia Cara      | 13.297 / 13.297                | US$1.006.441 |
| 6 de agosto de 2019    | Pittsburgh       | Estados Unidos | PPG Paints Arena                       | Alessia Cara      | 13,241 / 13,241                | $985,008     |
| 10 de agosto de 2019   | Newark           | Estados Unidos | Prudential Center                      | Alessia Cara      | 24,786 / 24,786                | $1,926,753   |
| 11 de agosto de 2019   | Newark           | Estados Unidos | Prudential Center                      | Alessia Cara      | 24,786 / 24,786                | $1,926,753   |
| 13 de agosto de 2019   | Washington, D.C. | Estados Unidos | Capital One Arena                      | Alessia Cara      | 14,114 / 14,114                | $1,076,880   |
| 15 de agosto de 2019   | Boston           | Estados Unidos | TD Garden                              | Alessia Cara      | 24,948 / 24,948                | $1,875,446   |
| 16 de agosto de 2019   | Boston           | Estados Unidos | TD Garden                              | Alessia Cara      | 24,948 / 24,948                | $1,875,446   |
| 18 de agosto de 2019   | Ottawa           | Canadá         | Canadian Tire Centre                   | Alessia Cara      | 12,852 / 12,852                | $891,606     |
| 20 de agosto de 2019   | Montreal         | Canadá         | Bell Centre                            | Alessia Cara      | 27,896 / 27,896                | $2,076,660   |
| 21 de agosto de 2019   | Montreal         | Canadá         | Bell Centre                            | Alessia Cara      | 27,896 / 27,896                | $2,076,660   |
| 23 de agosto de 2019   | Brooklyn         | Estados Unidos | Barclays Center                        | Alessia Cara      | 27,482 / 27,482                | $2,037,257   |
| 24 de agosto de 2019   | Brooklyn         | Estados Unidos | Barclays Center                        | Alessia Cara      | 27,482 / 27,482                | $2,037,257   |
| 27 de agosto de 2019   | Columbus         | Estados Unidos | Nationwide Arena                       | Alessia Cara      | 12,435 / 12,435                | $824,887     |
| 28 de agosto de 2019   | Filadélfia       | Estados Unidos | Wells Fargo Center                     | Alessia Cara      | 14,266 / 14,266                | $1,087,128   |
| 30 de agosto de 2019   | Uncasville       | Estados Unidos | Mohegan Sun Arena                      | Alessia Cara      | 11,197 / 11,197                | $1,055,302   |
| 31 de agosto de 2019   | Uncasville       | Estados Unidos | Mohegan Sun Arena                      | Alessia Cara      | 11,197 / 11,197                | $1,055,302   |
| 6 de setembro de 2019  | Toronto          | Canadá         | Rogers Centre                          | Alessia Cara      | 50,722 / 50,722                | $3,443,823   |
| Ásia                   |                  |                |                                        |                   |                                |              |
| 25 de setembro de 2019 | Seul             | Coreia do Sul  | KSPO Arena                             | N/A               | 9,910 / 9,910                  | $920,599     |
| 28 de setembro de 2019 | Xangai           | China          | Mercedes-Benz Arena                    | N/A               | 10,371 / 10,371                | $1,027,360   |
| 1 de outubro de 2019   | Bangkok          | Tailândia      | Thailand Impact Arena                  | N/A               | 9,033 / 9,033                  | $962,333     |
| 4 de outubro de 2019   | Singapura        | Singapura      | Singapore Indoor Stadium               | N/A               | 8,619 / 8,619                  | $991,598     |
| 5 de outubro de 2019   | Kuala Lumpur     | Malásia        | Axiata Arena                           | N/A               | 9,528 / 9,528                  | $837,343     |
| 8 de outubro de 2019   | Jacarta          | Indonésia      | Sentul International Convention Center | N/A               | 9,932 / 9,932                  | $1,114,132   |
| 10 de outubro de 2019  | Manila           | Filipinas      | Mall Of Asia Arena                     | N/A               | 9,291 / 9,291                  | $884,741     |
| 13 de outubro de 2019  | Macau            | China          | Cotai Arena                            | N/A               | 9,638 / 9,638                  | $995,956     |
| 16 de outubro de 2019  | Tóquio           | Japão          | Yokohama Arena                         | N/A               | 12,134 / 12,134                | $1,423,318   |
| Oceania                |                  |                |                                        |                   |                                |              |
| 23 de outubro de 2019  | Perth            | Austrália      | Perth Arena                            | Dan+Shay          | 12,223 / 12,477                | $889,924     |
| 26 de outubro de 2019  | Adelaide         | Austrália      | Adelaide Entertainment Centre          | Dan+Shay          | 6,893 / 6,893                  | $499,967     |
| 29 de outubro de 2019  | Melbourne        | Austrália      | Rod Laver Arena                        | Dan+Shay          | 35,640 / 35,640                | $2,652,548   |
| 30 de outubro de 2019  | Melbourne        | Austrália      | Rod Laver Arena                        | Dan+Shay          | 35,640 / 35,640                | $2,652,548   |
| 31 de outubro de 2019  | Melbourne        | Austrália      | Rod Laver Arena                        | Dan+Shay          | 35,640 / 35,640                | $2,652,548   |
| 2 de novembro de 2019  | Sydney           | Austrália      | Qudos Bank Arena                       | Dan+Shay          | 26,918 / 26,918                | $2,204,040   |
| 3 de novembro de 2019  | Sydney           | Austrália      | Qudos Bank Arena                       | Dan+Shay          | 26,918 / 26,918                | $2,204,040   |
| 6 de novembro de 2019  | Brisbane         | Austrália      | Brisbane Entertainment Centre          | Ruel              | 8,201/8,201                    | $563,982     |
| 9 de novembro de 2019  | Auckland         | Nova Zelândia  | Spark Arena                            | Ruel              | 11,456/11,456                  | $856,211     |
| América Latina         |                  |                |                                        |                   |                                |              |
| 29 de novembro de 2019 | São Paulo        | Brasil         | Allianz Parque                         | Lagum             | 33,569 / 33,569                | $2,287,970   |
| 3 de dezembro de 2019  | Rio de Janeiro   | Brasil         | Jeunesse Arena                         | Lagum             | 9,942 / 9,942                  | $683,915     |
| 6 de dezembro de 2019  | Buenos Aires     | Argentina      | Buenos Aires Arena                     | Chule Von Wernich | 19,475 / 19,475                | $1,110,190   |
| 7 de dezembro de 2019  | Buenos Aires     | Argentina      | Buenos Aires Arena                     | Chule Von Wernich | 19,475 / 19,475                | $1,110,190   |
| 10 de dezembro de 2019 | Santiago         | Chile          | Movistar Arena                         | N/A               | 21,455 / 21,455                | $1,435,220   |
| 11 de dezembro de 2019 | Santiago         | Chile          | Movistar Arena                         | N/A               | 21,455 / 21,455                | $1,435,220   |
| 14 de dezembro de 2019 | Lima             | Peru           | Jockey Club                            | Clara Yolks       | 15,769 / 15,769                | $927,147     |
| 17 de dezembro de 2019 | Monterrey        | México         | Auditorio Citibanamex                  | N/A               | 6,138 / 6,138                  | $671,072     |
| 19 de dezembro de 2019 | Cidade do México | México         | Palacio de los Deportes                | N/A               | 42,860 / 43,489                | $3,296,717   |
| 20 de dezembro de 2019 | Cidade do México | México         | Palacio de los Deportes                | N/A               | 42,860 / 43,489                | $3,296,717   |
| 21 de dezembro de 2019 | Cidade do México | México         | Palacio de los Deportes                | N/A               | 42,860 / 43,489                | $3,296,717   |
| Total                  | Total            | Total          | Total                                  | Total             | 1,314,973 / 1,315,856 (99.93%) | $96,697,569  |

## Shows cancelados
| Data                   | Cidade    | País   | Local          | Motivo                                                     |
| ---------------------- | --------- | ------ | -------------- | ---------------------------------------------------------- |
| 30 de novembro de 2019 | São Paulo | Brasil | Allianz Parque | Inchaço nas cordas vocais causado por laringite e sinusite |